# Rhododendron flammeum
Rhododendron flammeum är en ljungväxtart som först beskrevs av André Michaux, och fick sitt nu gällande namn av Charles Sprague Sargent. Rhododendron flammeum ingår i släktet rododendron, och familjen ljungväxter. Inga underarter finns listade i Catalogue of Life.

## Bildgalleri

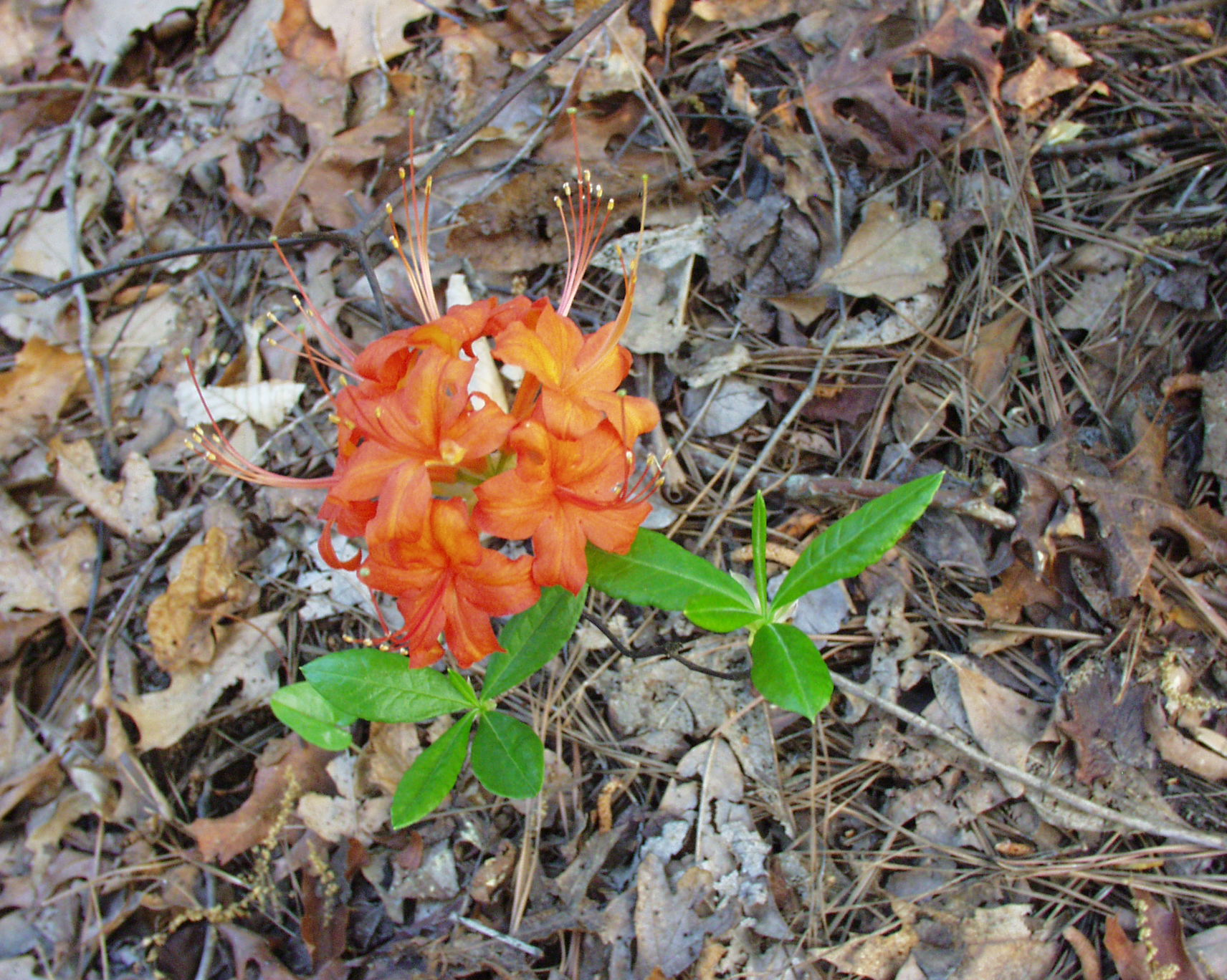
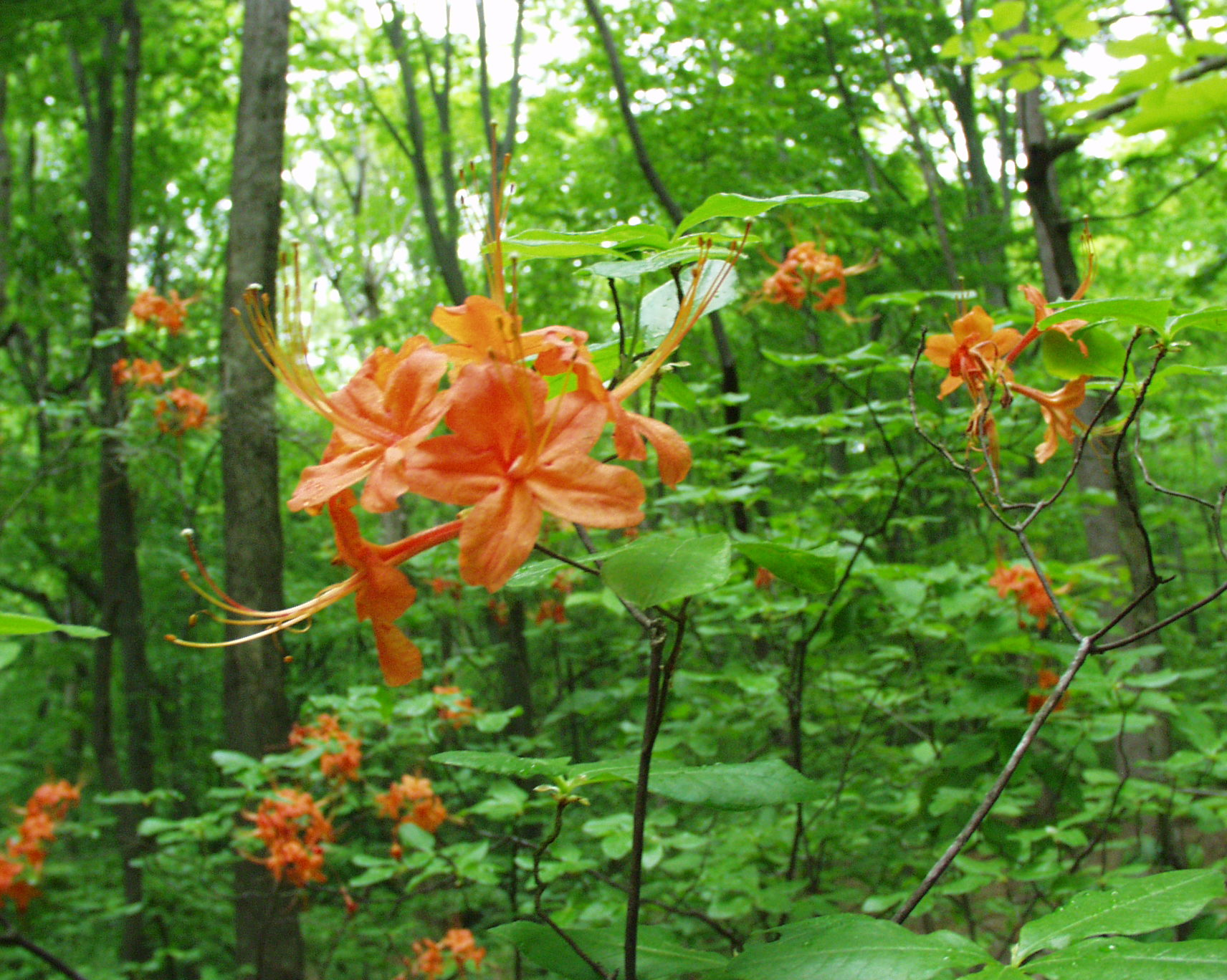